# よしもとブロードエンタテインメント編集室
よしもとブロードエンタテインメント編集室（よしもとブロードエンタテインメントへんしゅうしつ）は、吉本興業の子会社よしもとブロードエンタテインメントが事業するテレビ番組の編集技術を行うポストプロダクションである。

## 沿革
- 2002年（平成14年） - 株式会社アイ・ティ・エスVTR編集部からアンカーとして改称。
- 2007年（平成19年）3月19日 - 吉本の子会社・トラッシュと吸収合併になった。
- 2016年（平成28年）7月1日 - 株式会社よしもとブロードエンタテインメントに社名変更。

## 所在地
- 大阪編集室 : 〒542-0075 大阪市中央区難波千日前12-7　YES-NAMBAビル8F
- 東京編集室 : 〒160-0022 東京都新宿区新宿5-12-6　野崎ビル2F

## 所属スタッフ
- 上田重樹
- 橋爪真也
- 徳安愁治
- 高浦祐希

## 主な実績

### テレビ番組

#### 大阪編集室

##### 2000年代
レギュラー番組
- よしもと新喜劇（MBSテレビ、吉本興業、よしもとクリエイティブ・エージェンシー　1990年代後半 - ）
- ナンバ壱番館（ABCテレビ、吉本興業、よしもとクリエイティブ・エージェンシー　1999年10月 - 2004年3月、ナイトinナイト枠）
- ツッコメディ!痛快パラダイス（ABCテレビ、吉本興業、よしもとクリエイティブ・エージェンシー　2000年4月 - 10月、日曜笑劇場枠）
- 吉本超合金F（テレビ大阪、吉本興業、よしもとクリエイティブ・エージェンシー　2000年7月 - 2002年9月）
- なんやモー目茶苦茶屋（ABCテレビ、吉本興業、よしもとクリエイティブ・エージェンシー　2000年10月 - 2002年3月、日曜笑劇場枠）
- 特ダネ野郎えぇチーム（ABCテレビ、吉本興業、よしもとクリエイティブ・エージェンシー　2002年4月 - 9月、日曜笑劇場枠）
- 1、2、駐在さんダァ〜!!（ABCテレビ、吉本興業、よしもとクリエイティブ・エージェンシー　2002年10月 - 2004年3月、日曜笑劇場枠）
- 吉本超合金K・ケンコバ大王（テレビ大阪、吉本興業、よしもとクリエイティブ・エージェンシー　2002年10月 - 2003年3月）
- 大阪フジワラリゾート（テレビ大阪、吉本興業、よしもとクリエイティブ・エージェンシー　2003年4月 - 9月）
- 開運コメディ 今日も大吉!パンパンパン（ABCテレビ、吉本興業、よしもとクリエイティブ・エージェンシー　2004年4月 - 9月、日曜笑劇場枠）
- なにわ人情コメディ 横丁へよ〜こちょ!（ABCテレビ、吉本興業、よしもとクリエイティブ・エージェンシー　2004年10月 - 2008年3月、日曜笑劇場枠）
- あったか人情コメディ 湯けむりパラダイス!（ABCテレビ、吉本興業、よしもとクリエイティブ・エージェンシー　2008年4月 - 2009年3月、日曜笑劇場枠）
- ごきげんライフスタイル よ〜いドン!金曜コーナー「ロザンの発見!関西ワーカー」（関西テレビ、ウォークオン　2008年7月 - ）
- 爆笑!ふれあいコメディ こちらかきくけ公園前（ABCテレビ、吉本興業、よしもとクリエイティブ・エージェンシー　2009年4月 - 2010年3月、日曜笑劇場枠）

スペシャル番組

##### 2010年代
レギュラー番組
- 全快はつらつコメディ お笑いドクター24時!!（ABCテレビ、吉本興業、よしもとクリエイティブ・エージェンシー　2010年4月 - 9月、日曜笑劇場枠）
- お笑いドクター24時!!〜はなさき診療所編〜（ABCテレビ、吉本興業、よしもとクリエイティブ・エージェンシー　2010年9月 - 2011年4月、日曜笑劇場枠）
- ほっとけ!3人組（ABCテレビ、吉本興業、よしもとクリエイティブ・エージェンシー　2011年4月 - 2012年4月、日曜笑劇場枠）
- 熱血!人情派コメディ しゃかりき駐在さん（ABCテレビ、吉本興業、よしもとクリエイティブ・エージェンシー　2012年4月 - 2013年3月、日曜笑劇場枠）
- アキナ・和牛・アインシュタインのバツウケテイナー（サンテレビ、吉本興業、よしもとクリエイティブ・エージェンシー　2016年4月 - ）
- ごきげんライフスタイル よ〜いドン!金曜コーナー「銀シャリの発見!スゴ腕ワーカー」（関西テレビ、ウォークオン　2008年7月 - ）

スペシャル番組
- 帰ってこいよ!超合金90分SP（テレビ大阪、吉本興業、よしもとクリエイティブ・エージェンシー　2017年9月）

#### 東京編集室

##### 2010年代
レギュラー番組
- ぶちぶちシソンヌ（広島ホームテレビ、吉本興業、よしもとクリエイティブ・エージェンシー　2015年4月 - ）
- ロバートの秋山竜次音楽事務所（テレビ埼玉、吉本興業、よしもとクリエイティブ・エージェンシー　2017年1月 - 3月）